# Gilgilçay
Gilgilçay è un comune dell'Azerbaigian situato nel distretto di Siyəzən.